# Zwaard van Oxborough

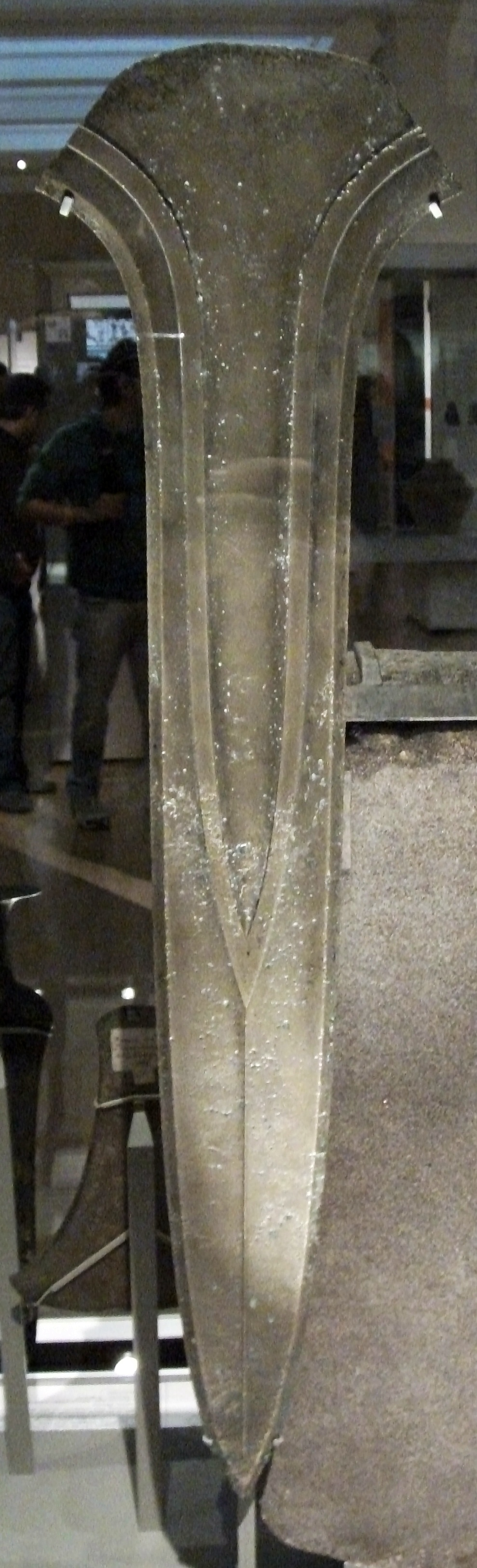
Zwaard van Oxborough

Het zwaard van Oxborough is een groot ceremonieel wapen uit de bronstijd. Het werd in 1988 gevonden in een landelijk deel van het graafschap Norfolk, Engeland, en maakt nu deel uit van de prehistorische collectie van het British Museum.
Het zwaard werd in 1988 bij toeval gevonden in de buurt van Oxborough, Norfolk. Een wandelaar struikelde over het gedeelte dat uit het veenmoeras stak waar het met de punt naar beneden was afgezet. Zes jaar na de ontdekking werd het zwaard aangekocht door het British Museum.
Het zwaard van Oxborough is gedateerd tussen 1500-1300 voor Christus en meet 70,9 cm lang met een gewicht van 2,36 kg. Het is te groot en te zwaar voor het gevecht, en de kling heeft ook geen voorziening voor het monteren van een gevest. Het was waarschijnlijk een ceremonieel object, een offergave of een oppotmiddel dat op een later tijdstip kon worden gebruikt.
Het Oxborough-zwaard is een van de slechts zes grote zwaarden in Noordwest-Europa die nu bekend staan als het type Plougrescant-Ommerschans, genoemd naar de locaties van de eerste twee vondsten. De zwaarden zijn buitensporig groot en zwaar. Hoewel ze allemaal verschillen, lijken ze zo op elkaar dat ze mogelijk in dezelfde werkplaats zijn gemaakt. De zwaarden zijn gevonden in drie landen in West-Europa: twee in Frankrijk, twee in Nederland en twee in Engeland. 
De andere vijf Plougrescant-Ommerschanszwaarden zijn:
- Zwaard van Plougrescant
- Zwaard van Ommerschans
- Zwaard van Jutphaas
- Zwaard van Beaune
- Zwaard van Rudham